# Gotha WD.1
Gotha WD.1 – niemiecki dwumiejscowy wodnosamolot pływakowy w układzie dwupłatu z okresu I wojny światowej, zaprojektowany i zbudowany w wytwórni Gothaer Waggonfabrik w Gocie. Wyprodukowana w niewielkiej serii maszyna służyła do zadań rozpoznawczych w Kaiserliche Marine zarówno w kraju, jak i w Imperium Osmańskim.

## Historia
Wodnosamolot Gotha WD.1 (WD – niem. Wasser Doppeldecker, czyli wodny dwupłat) został zaprojektowany przez inżynierów Karla Rösnera i A. Klabue pod koniec 1913 roku. Zbudowany z prywatnej inicjatywy wytwórni Gothaer Waggonfabrik w Gocie samolot został ukończony w lutym 1914 roku. Do napędu prototypu zastosowano francuski 14-cylindrowy silnik rotacyjny Gnôme w układzie podwójnej gwiazdy o mocy 75 kW (100 KM). Drugi egzemplarz WD.1 otrzymał napęd w postaci rodzimego silnika rzędowego Mercedes D.I o identycznej mocy.

## Użycie

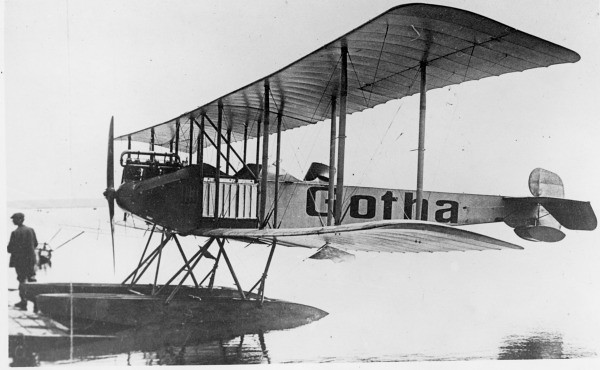
Gotha WD.1 z silnikiem Mercedes D.I

Drugi wyprodukowany egzemplarz WD.1, o numerze konkursowym 20, który wystartował w zawodach lotniczych Ostseeflug Warnemünde 1914, został później zakupiony przez Kaiserliche Marine do służby w Doświadczalnym Centrum Wodnosamolotów w Warnemünde, otrzymując numer marynarki 59. W kwietniu 1914 roku WD.1 odbył lot z Warnemünde do Danii. 14 grudnia 1914 roku marynarka zamówiła następnych pięć wodnosamolotów WD.1 o numerach 285–289, które zostały dostarczone między 17 lutym a 24 marca 1915 roku. Wodnosamoloty używane były do lotów patrolowych w początkowym etapie działań wojennych. Piloci narzekali na słabą zwrotność i długi rozbieg WD.1.
W lipcu 1915 roku trzy egzemplarze WD.1 o numerach 286, 287 i 289 dotarły do niemieckiej eskadry wodnosamolotów (niem. Wasserfliegerabteilung) w Imperium Osmańskim. Samoloty te były używane do rozpoznania i bombardowania sił alianckich na Imbros i półwyspie Gallipoli, a także przeprowadzały patrole przeciw okrętom podwodnym nad Morzem Marmara, kilkakrotnie atakując brytyjskie jednostki. W październiku 1915 roku do eskadry dołączono trzy uzbrojone wodnosamoloty Gotha WD.2. 29 listopada tego roku zostały skasowane maszyny numer 287 i 289, obie z powodu awarii mechanicznych.

## Opis konstrukcji i dane techniczne
Gotha WD.1 był dwumiejscowym, jednosilnikowym wodnosamolotem pływakowym w układzie dwupłatu. Długość samolotu wynosiła 10,32 metra, a jego wysokość 4 metry. Komora płatów była trójprzęsłowa. Rozpiętość górnego płata wynosiła 14,1 metra, dolnego 13,63 metra, a powierzchnia nośna wynosiła 50 m². Masa własna wynosiła 800 kg, zaś masa całkowita (startowa) 1220 kg. Wodnosamolot nr 20 (59) oprócz dwóch pływaków głównych miał zamontowany w części ogonowej pod sterem mały pływak pomocniczy.
Napęd samolotów seryjnych stanowił chłodzony cieczą 6-cylindrowy silnik rzędowy Mercedes D.I o mocy 75 kW (100 KM). Prędkość maksymalna samolotu wynosiła 90 km/h. Maszyna osiągała wysokość 1000 metrów w czasie 24 minut i 30 sekund. Pułap praktyczny wynosił 2500 metrów, a zasięg 540 km.